# 秩父宮記念公園

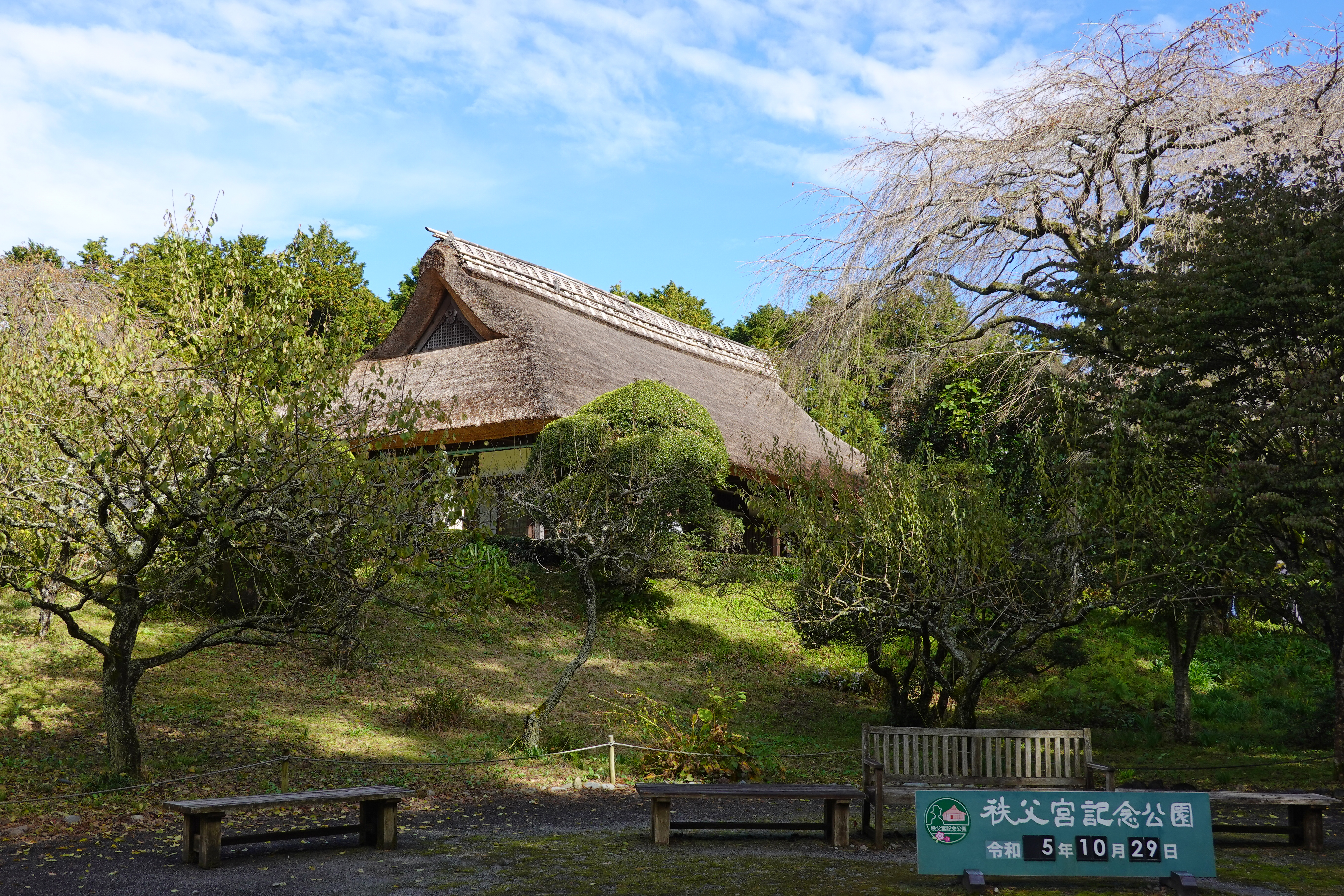
別邸母屋

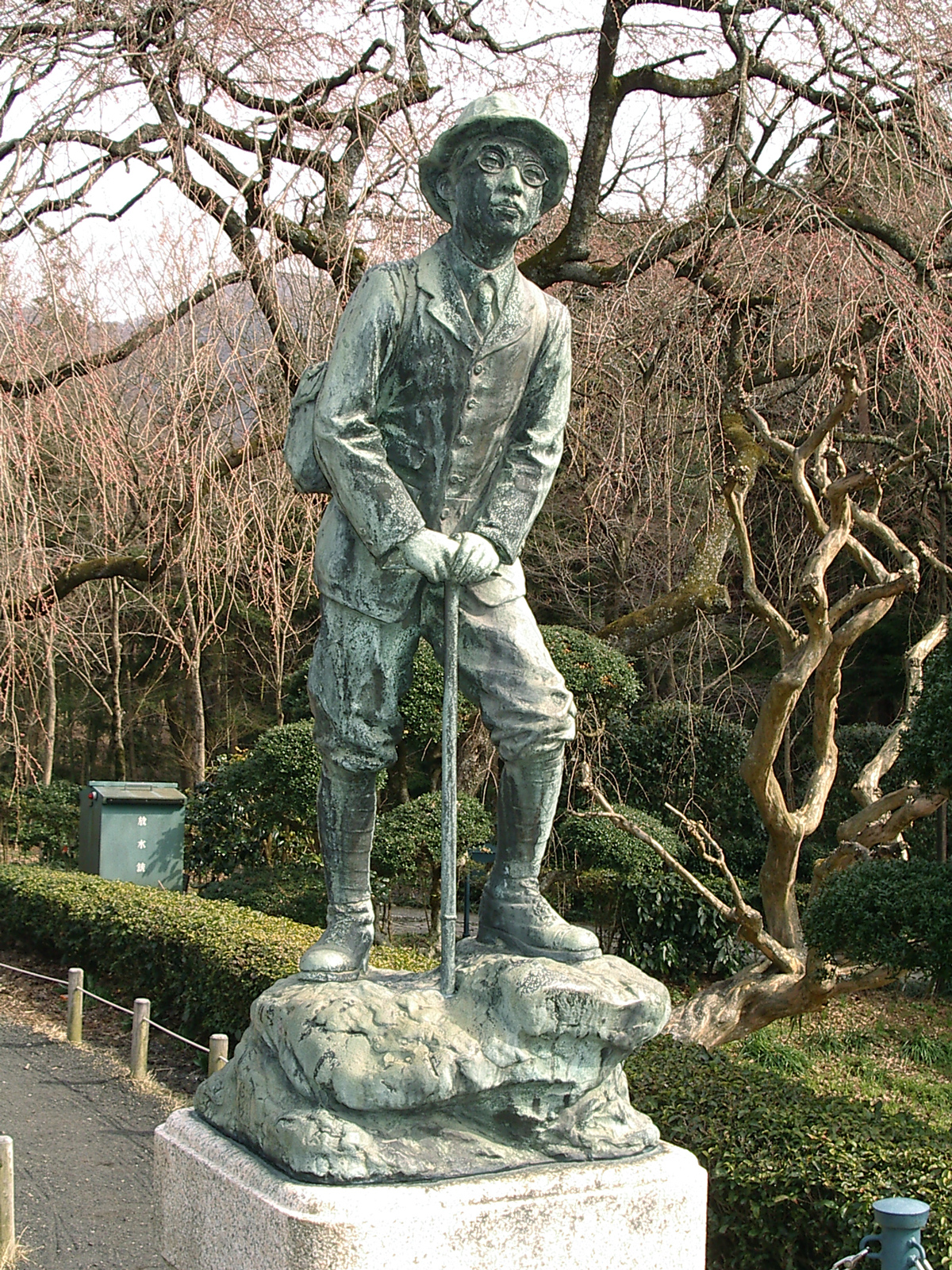
秩父宮雍仁親王像（朝倉文夫作）

秩父宮記念公園（ちちぶのみや きねんこうえん）は、秩父宮雍仁親王・勢津子妃が過ごした元別邸を整備、公開した公園。静岡県御殿場市の箱根外輪山の麓にあり、勢津子の遺言により御殿場市に寄贈されたのち公園となった。
名前から誤解されがちだが、埼玉県秩父市所在ではない。

## 沿革
元は血盟団事件で暗殺された大蔵大臣井上準之助の別荘「 皆山堂」で、草葺きの母屋は享保（1723年）、御殿場市内深沢で名主を務めた小宮山家の家屋を昭和2年（1927年）に解体移築したもの。昭和16年（1941）年に宮家が購入して「秩父宮御殿場御別邸」となり、戦中戦後をここで過ごした。昭和25年（1950年）には陶芸家・加藤土師萌が築いた窯を有する三峯窯棟、平成4年（1992年）には高齢の勢津子妃の生活用に新館が建設された。
1995年（平成7年）に秩父宮家から御殿場市に遺贈され、2003年（平成15年）春にオープン。敷地面積1万8千坪、標高500mの場所は、夏でも涼しく公園の周囲を1,000本の檜林が囲っている。
母屋の窓からは富士山を眺めることができる。敷地の中は高山植物などが育成され、また秩父宮が焼き物を焼いた「三峰窯」（富士山・箱根山・愛鷹山にちなむ）が残されている。

## アクセス
- 富士急モビリティC1・C2河口湖線、東山循環線、箱根登山バスLアウトレット・時之栖線、M観光施設めぐりバス（宮城野経由）「秩父宮記念公園」停留所から、徒歩約5分。（JR御殿場線御殿場駅から御殿場プレミアム・アウトレット行バスで約5分。）
- 東名御殿場ICから車で約5分。